# Titus Veturius Geminus Cicurinus (Konsul 462 v. Chr.)
Titus Veturius Geminus Cicurinus ist eine Figur der frühen Römischen Republik und mutmaßlicher Konsul des Jahres 462 v. Chr. Sein Amtskollege war Lucius Lucretius Tricipitinus.
Sein Praenomen ist einheitlich überliefert, sein Gentilname jedoch in verschiedenen Varianten: Vetusius (Titus Livius III 8, 2 mit unvollständigem Rhotazismus; daraus Cassiodor), Οὐτούριος (Dionysios von Halikarnassos XI 81). Diodor nennt ihn vollständig Τίτος Οὐετούριος Κιχωρῖνος (das Cognomen mit handschriftlichen Varianten). In den Fasti Capitolini taucht der Name nicht auf.
Sein Name und die Zeitverhältnisse sprechen dafür, dass er der Sohn des gleichnamigen Konsuls des Jahres 494 v. Chr. war, siehe Titus Veturius Geminus Cicurinus (Konsul 494 v. Chr.). Dies belegen auch Inschriftenfunde. G. P. Pighi und Bartolomeo Borghesi vermuteten seinen Großvater in Publius Veturius Geminus Cicurinus, dem Konsul des Jahres 499 v. Chr., was jedoch wenig wahrscheinlich ist.
Als Konsul kämpfte Veturius erfolgreich gegen die Volsker und Aequer und feierte nach seiner Rückkehr in Rom einen Triumphzug.